# Ramūnas Navardauskas
Ramūnas Navardauskas (ur. 30 stycznia 1988 w Szyłelach) – litewski kolarz szosowy. Brązowy medalista mistrzostw świata w 2015 roku.
Jest siedmiokrotnym mistrzem swego kraju: czterokrotnie wygrał w wyścigu ze startu wspólnego (2007, 2011, 2016, 2019) i trzykrotnie w jeździe indywidualnej na czas (2012, 2014, 2015). W 2011 przeszedł na zawodowstwo dołączając do drużyny Garmin, z którą odniósł trzy indywidualne zwycięstwa etapowe w wielodniowych wyścigach rangi UCI World Tour: w 2013 w Tour de Romandie i Giro d’Italia, a w 2014 w Tour de France.

## Najważniejsze osiągnięcia
2005
- 1. miejsce na 4. etapie Międzynarodowego Wyścigu Kolarskiego o Puchar Prezydenta Miasta Grudziądza

2006
- 3. miejsce w Tour du Pays de Vaud
  - 1. miejsce w prologu

2007
- 1. miejsce w mistrzostwach Litwy (start wspólny)

2009
- 3. miejsce w mistrzostwach Litwy (jazda ind. na czas)

2010
- 1. miejsce w Liège-Bastogne-Liège do lat 23
- 1. miejsce na 3. etapie Boucles de la Mayenne
- 3. miejsce w mistrzostwach Litwy (jazda ind. na czas)
- 2. miejsce w mistrzostwach Litwy (start wspólny)

2011
- 3. miejsce w Ster ZLM Toer
- 2. miejsce w mistrzostwach Litwy (jazda ind. na czas)
- 1. miejsce w mistrzostwach Litwy (start wspólny)
- 1. miejsce na 2. etapie (jazda drużynowa na czas) Tour de France

2012
- różowa koszulka przez dwa etapy (5. i 6.) Giro d’Italia
  - 1. miejsce na 4. etapie (jazda drużynowa na czas)
- 1. miejsce w mistrzostwach Litwy (jazda ind. na czas)
- 3. miejsce w mistrzostwach Litwy (start wspólny)
- 2. miejsce w Post Danmark Rundt
- 8. miejsce w mistrzostwach świata (start wspólny)

2013
- 1. miejsce na 2. etapie Tour de Romandie
- 1. miejsce na 11. etapie Giro d’Italia
- 3. miejsce w mistrzostwach Litwy (jazda ind. na czas)

2014
- 1. miejsce w Circuit de la Sarthe
  - 1. miejsce na 4. etapie
- 1. miejsce w mistrzostwach Litwy (jazda ind. na czas)
- 1. miejsce na 19. etapie Tour de France
- 3. miejsce w Grand Prix Cycliste de Québec

2015
- 1. miejsce w Circuit de la Sarthe
- 1. miejsce w mistrzostwach Litwy (jazda ind. na czas)
- 2. miejsce w mistrzostwach Litwy (start wspólny)
- 3. miejsce w GP Ouest-France
- 3. miejsce w mistrzostwach świata (start wspólny)

2016
- 1. miejsce w mistrzostwach Litwy (start wspólny)

2017
- 1. miejsce na 3. etapie Vuelta a San Juan

2018
- 2. miejsce w mistrzostwach Litwy (jazda ind. na czas)
- 2. miejsce w mistrzostwach Litwy (start wspólny)
- 2. miejsce w Baltic Chain Tour
- 3. miejsce w Tour of Cappadocia
  - 1. miejsce w klasyfikacji w klasyfikacji punktowej
- 1. miejsce w Tour of Black Sea
  - 1. miejsce na 1. etapie
  - 1. miejsce w klasyfikacji górskiej

2019
- 3. miejsce w mistrzostwach Litwy (jazda ind. na czas)
- 1. miejsce w mistrzostwach Litwy (start wspólny)

## Rankingi
| Rok              | 2009  | 2010 | 2011 | 2012 | 2013 | 2014 | 2015 | 2016 | 2017  | 2018 | 2019 | 2020 |
| ---------------- | ----- | ---- | ---- | ---- | ---- | ---- | ---- | ---- | ----- | ---- | ---- | ---- |
| UCI World Tour   |       |      | -    | -    | 102. | 41.  | 75.  | 221. | -     | 325. |      |      |
| World Ranking    |       |      |      |      |      |      |      | 210. | 1021. | 342. | 658. | 733. |
| UCI Europe Tour  | 1196. | 94.  |      |      |      |      |      | 140. | -     | 201. | 489. | 588. |
| UCI America Tour | -     | -    |      |      |      |      |      | 353. | 66.   | -    |      |      |
| UCI Oceania Tour | -     | 71.  |      |      |      |      |      | -    | -     | -    |      |      |
|                  |       |      |      |      |      |      |      |      |       |      |      |      |
| Źródło: UCI      |       |      |      |      |      |      |      |      |       |      |      |      |